# Сан Веторе (Виченца)
Сан Веторе је насеље у Италији у округу Виченца, региону Венето.
Према процени из 2011. у насељу је живело 88 становника. Насеље се налази на надморској висини од 29 м.